# Staatskanzler (Preußen)
Der Preußische Staatskanzler war als Vorläufer des Preußischen Ministerpräsidenten von 1807 bis 1848/1850 der oberste Minister des Königreichs Preußen. Der Staatskanzler war primär untergeordnetes Exekutivorgan und Aufseher über die Staatsverwaltung. Er führte meist auch den Vorsitz des Preußischen Staatsrats, insbesondere wenn dies der König nicht selbst wahrnahm. Sein Dienstsitz befand sich im Berliner Stadtschloss.
Die Einführung des Amtes steht in Zusammenhang mit der Besetzung Preußens durch Napoléon als Machtbeschneidung des absolutistischen Throns. Der Staatsreformer Karl August Fürst von Hardenberg konnte in diesem Amt maßgeblich auf die Preußischen Reformen einwirken. Nach dem Tod Hardenbergs blieb das Amt des Staatskanzlers vakant. König Friedrich Wilhelm III. leitete seither das Preußische Staatsministerium selbst, wobei der vortragende Kabinettsminister einen formellen Vorrang genoss. Vortragender Kabinettsminister wurde 1822 Carl Friedrich Heinrich von Wylich und Lottum. 
Seit 1822 besaß der preußische Staatsrat anstelle des Kanzlers als Vorsitzenden einen eigenen Präsidenten. Dieser konnte jedoch den König nur beraten und hatte keine unmittelbaren Exekutivbefugnisse, da er Kraft Amtes nicht dem Staatsministerium angehörte. Das Amt existierte offiziell bis 1850, als die neue preußische Verfassung das Amt eines preußischen Ministerpräsidenten einführte. Faktisch war es aber schon im März 1848 bedeutungslos geworden.